# David Thomas (politician)
David Thomas este un om politic britanic, membru al Parlamentului European în perioada 1994–1999 din partea Regatului Unit.
1. ↑  Deputații în Parlamentul European
2. ↑  THOMAS, David (Edward), Who's who, decembrie 2013